# Powerchip
Powerchip Semiconductor Manufacturing Corporation (PSMC), és una empresa taiwanesa de semiconductors que fabrica xips de memòria i ofereix serveis de foneria (fabricació per contracte) de circuits integrats. A partir del 2020, l'empresa era la setena fosa de semiconductors més gran del món amb tres laboratoris d'oblies de 12 polzades i dos de 8 polzades. L'empresa ofereix serveis de foneria, així com serveis de disseny, fabricació i proves. Abans era conegut com Powerchip Semiconductor Corp. i va canviar el seu nom el juny de 2010. Powerchip Technology Corporation va ser fundada el 1994 i té la seu a Hsinchu, Taiwan.

## Visió general
El 2017, el seu benefici net va ser de 8.080 milions de dòlars NT. La companyia té previst invertir 278.000 milions de dòlars NT (9.040 milions de dòlars EUA) per construir dues noves plantes d'hòsties de 12 polzades al Parc Científic d'Hsinchu, amb la construcció programada per començar el 2020
El març de 2021, Powerchip va començar a construir una nova fàbrica al comtat de Miaoli que fabricarà xips amb tecnologies de 45 nanòmetres i 50 nanòmetres. La planta donarà feina a 3.000 treballadors addicionals.
Powerchip és un proveïdor important de la indústria de l'automòbil.